# Alfred Hefter
Pour les articles homonymes, voir Hefter.
Alfred Hefter (ou Hefter-Hidalgo) (né à Iași le 13 décembre 1892 et mort à Rome le 12 novembre 1957) est un écrivain, poète, journaliste et éditeur roumain antifasciste, d'origine juive. 
En 1933, il fonde le journal francophone Le Moment (en), qui sera publié d'abord à Genève, puis à Bucarest jusqu'en 1940.

## Carrière
Son premier écrit est un pamphlet d'influence marxiste qu'il rédige en 1908 avec son frère Jean (1887-1974), également journaliste. Il publie des poèmes dans la revue littéraire Simbolul (en) et fonde la revue symboliste Versuri şi Prozǎ (en) (Vers et Prose) qu'il dirige de 1912 à 1914, dans laquelle sont notamment publiées des œuvres de Benjamin Fondane, qu'il influencera fortement. Il publie également brièvement le journal Arena (1918), puis le journal Lumea (jusqu'en 1924). Il travaille ensuite à Bucarest comme éditeur.
En conflit avec la censure gouvernementale en Roumanie, il s'installe à Genève en 1931, où il fonde en 1933 le quotidien francophone Le Moment (en), de tendance généraliste à l'origine, avant de devenir virulemment antifasciste,. Une campagne de pression sur les autorités fédérales, marquée par un profond antisémitisme des autres journaux soumis à une rude concurrence, aboutit à l'expulsion d'Alfred Hefter de Suisse en 1934,, ; il retourne alors à Bucarest pour y poursuivre ses publications. Il quitte Bucarest en 1941 et se rend à Jérusalem, puis s'installe en France en 1948 et enfin à Rome, où il devient homme d'affaires.
Mort à Rome le 12 novembre 1957, il est inhumé, au côté de son épouse Frida Krasnoselsky (1897-1987), dans le cimetière communal monumental de Campo Verano.

## Œuvres
Ses principales œuvres sont :
- Cuvinte despre oameni (Des Mots sur les gens) (1913)
- Din umbră (Depuis l'ombre) (1913)
- Ariana (drame, 1915)
- Miros de iarbă (Odeur d'herbe) (drame, 1915)